# Kreuzberg (Berlijn)
De Kreuzberg (Kruisberg) is een 66 meter hoge heuvel in de Duitse hoofdstad Berlijn. Het stadsdeel Berlin-Kreuzberg dankt zijn naam aan deze heuvel. Op de top van de Kreuzberg staat het Nationaldenkmal ("nationaal monument"), dat herinnert aan de napoleontische oorlogen. Op en rond de heuvel bevindt zich het Viktoriapark.
De eerste schriftelijke vermelding van de Kreuzberg dateert uit 1290. In de loop der eeuwen werd de heuvel onder meer Sandberg, Runder Weinberg en Tempelhofer Berg Zijn huidige naam kreeg de Kreuzberg in de 19e eeuw, na de bouw van het nationale monument.

## Geologie

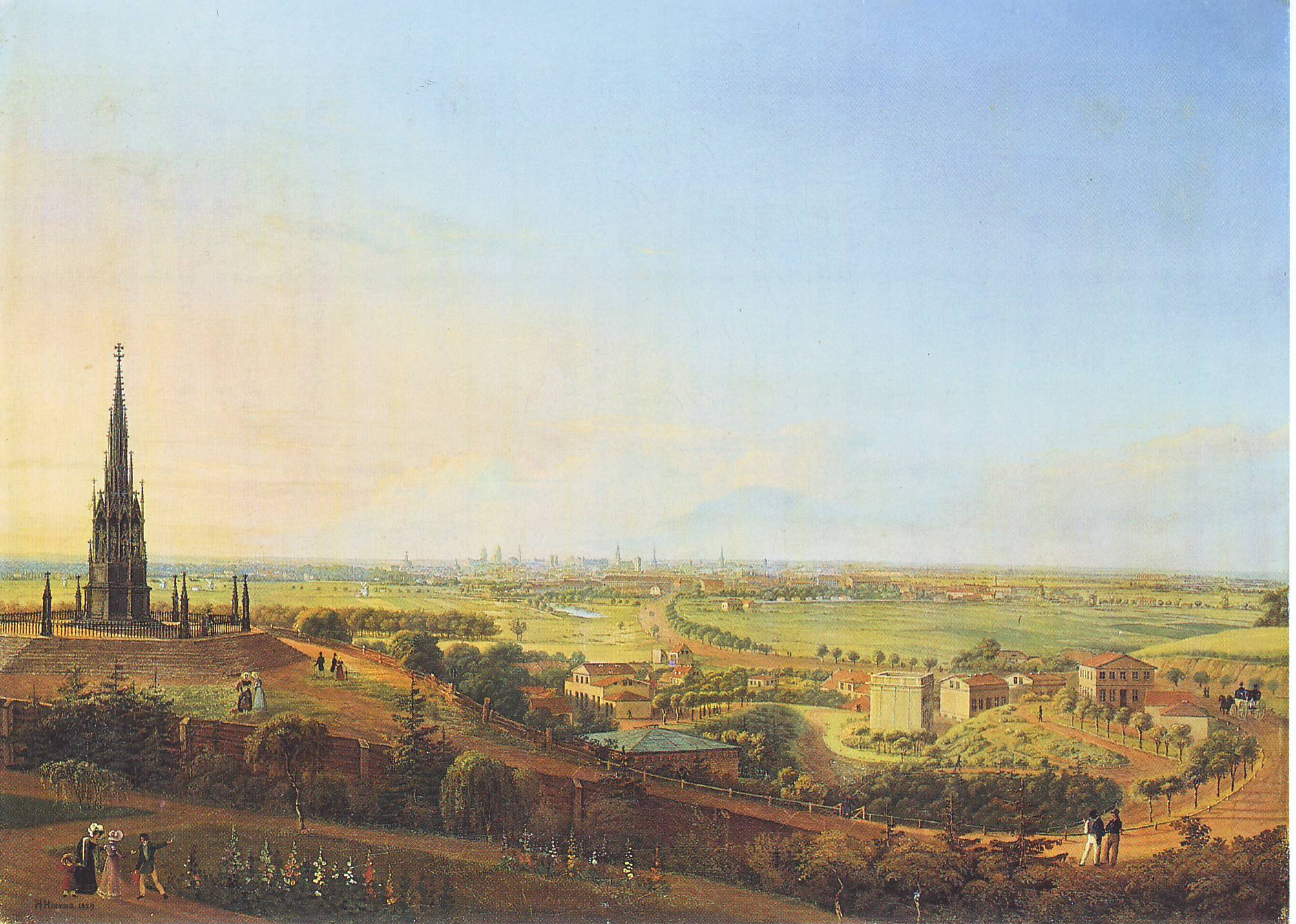
Blick vom Kreuzberg, schilderij van Johann Heinrich Hintze, 1829

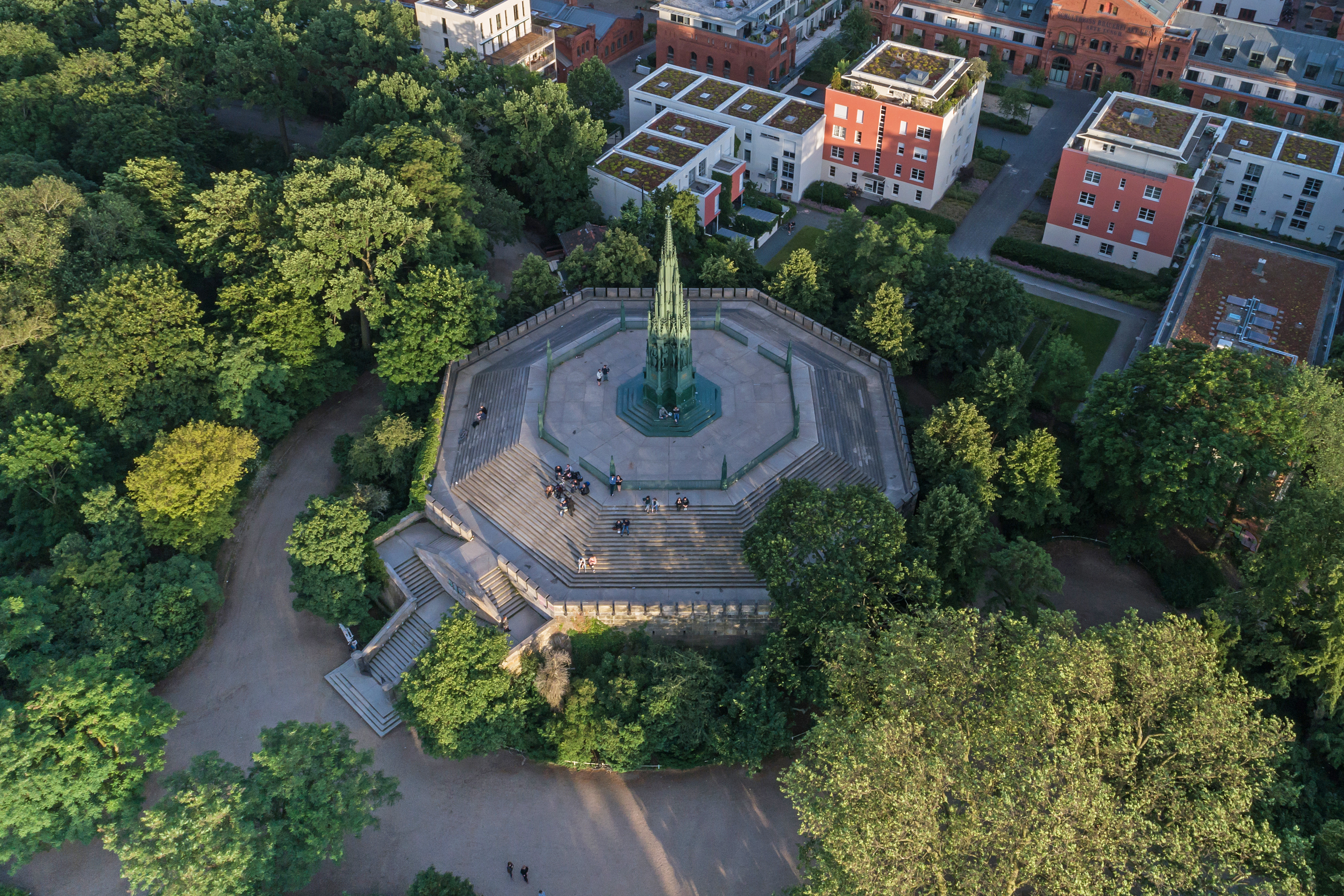
Nationaldenkmal op de Kreuzberg

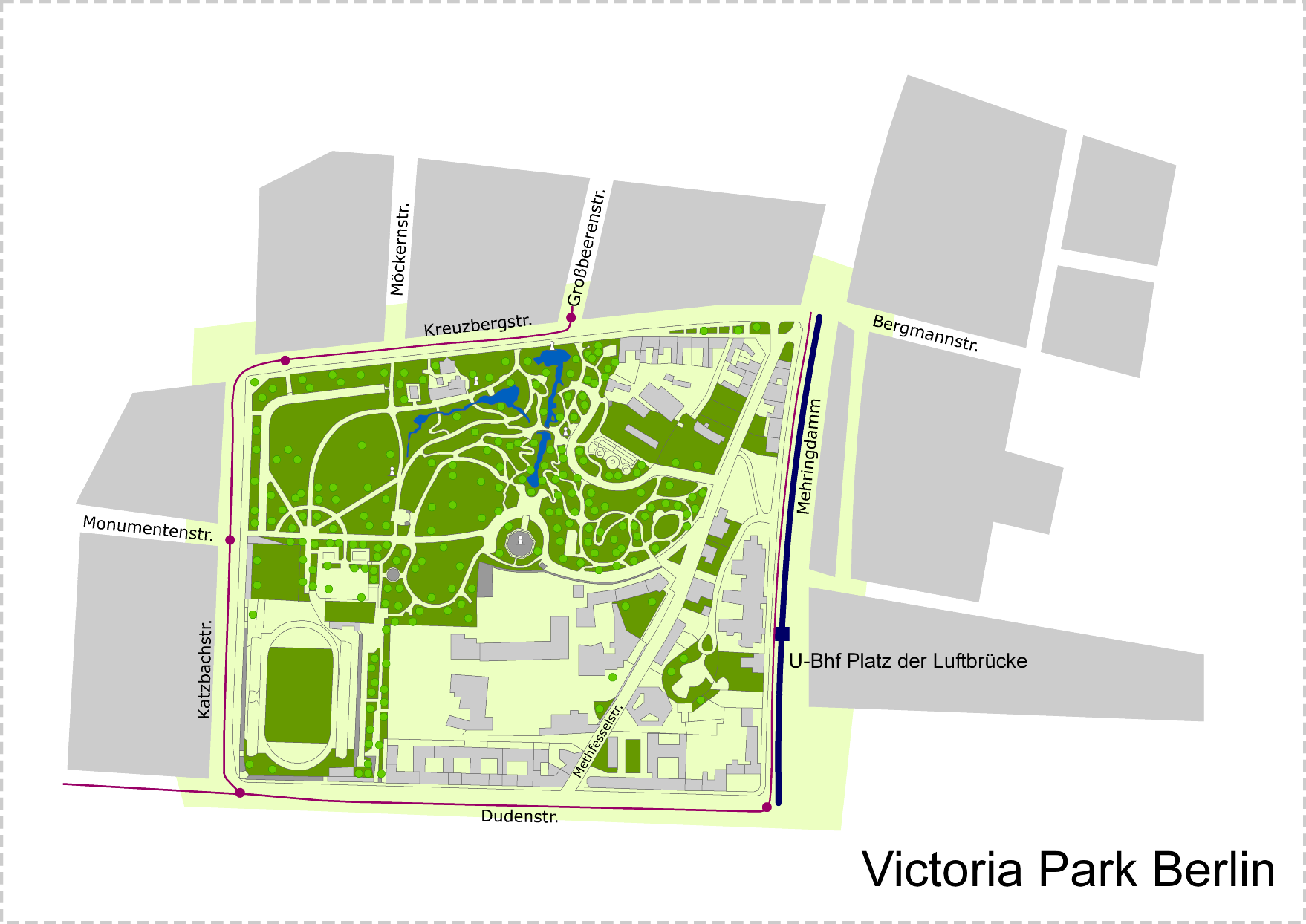
Kaart van het park

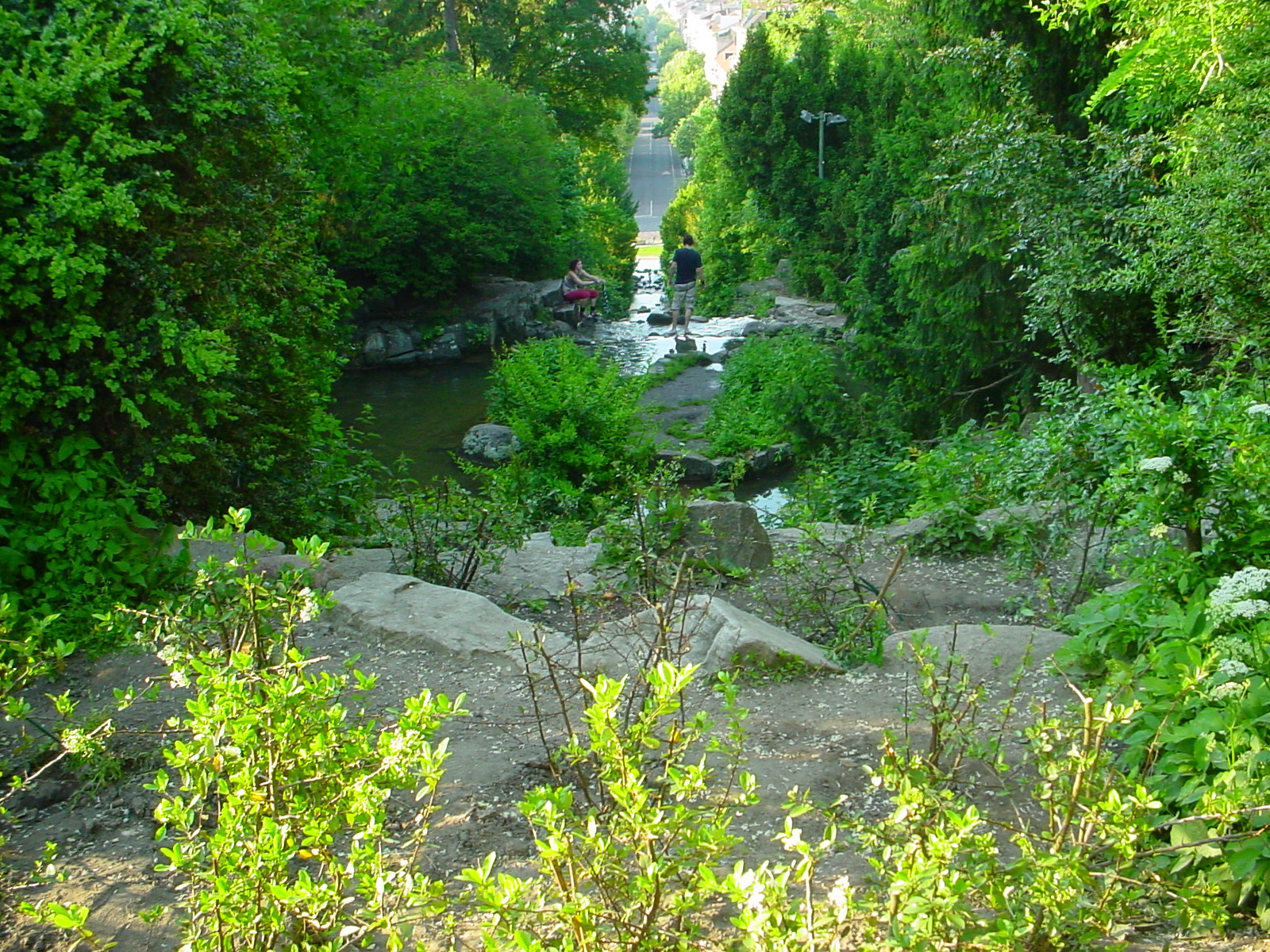
Waterval in het Viktoriapark

De Kreuzberg ligt tegen de zuidgrens van het Berlijnse oerstroomdal en aan de noordrand van de hoogvlakte van Teltow, waartoe de heuvel behoort. Terwijl de Teltowse hoogvlakte uit een grondmorenenlandschap bestaat, is de Kreuzberg echter een eindmorene. De relatief steile noordhelling van de heuvel is het gevolg van erosie van smeltwater dat tijdens het Weichselien in het Berlijnse oerstroomdal stroomde.

## Nationaal monument
Op 30 maart 1821 werd het Duitse nationale monument op de top van de Kreuzberg ingewijd. De eerste steen was twee en een half jaar eerder gelegd door de koning Frederik Willem III van Pruisen, in het bijzijn van de tsaar Alexander I van Rusland.

## Wijnbouw
In de 15e eeuw begon men op de hellingen van de Kreuzberg wijn te verbouwen. De wijnbouw in en om Berlijn kwam tot een einde na de strenge winter van 1740, maar sinds de zestiger jaren worden er wederom druiven verbouwd op de Kreuzberg. De wijn die men hiervan maakt, Kreuz-Neroberger genoemd, is echter niet in de handel en wordt door het districtsbestuur voorbehouden voor speciale gelegenheden.